# لیلا گوکسون
لیلا گوکسون (انگلیسی: Leyla Göksun؛ زادهٔ ۱۹ ژوئیهٔ ۱۹۸۳) بازیگر اهل ترکیه است. وی از سال ۲۰۰۶ میلادی تاکنون مشغول فعالیت بوده‌است.